# Букавела на Косишту
Букавела на Косишту је обичај житеља Голубиња и Мироча, који се суботом и празницима на брду Косишту на Мирочу, окупљају око ватре, забављају уз приче и круне кукуруз.
Назив потиче од старословенске речи из Закарпатја букавель (велика бука, галама). Обичај је настао из традиције окупљања сточара који су буком и галамом, уз музику и игру, терали вукове од домова и стоке. 
На Косишту се налази видиковац (497 м.н.в.) са погледом на доњомилоновачку долину и Дунав.